# Prêmio Contigo! de TV de melhor série – TV ou streaming
O Prêmio Contigo! de TV de Melhor Série – TV ou Streaming é um prêmio oferecido anualmente desde 2002 pela Revista Contigo! a melhor série ou minissérie da televisão brasileira.

## Vencedores e indicados

### Década de 2000
| Ano                                             | Programa                    | Emissora | Ref.  |
| ----------------------------------------------- | --------------------------- | -------- | ----- |
| 2002                                            | Os Normais (t. 1)           | TV Globo | [ 1 ] |
| 2002                                            | Presença de Anita           | TV Globo | [ 1 ] |
| 2002                                            | A Grande Família (t. 1)     | TV Globo | [ 1 ] |
| 2002                                            | Sandy & Junior (t. 4)       | TV Globo | [ 1 ] |
| 2002                                            | Os Maias                    | TV Globo | [ 1 ] |
| 2003                                            | Os Normais (t. 2)           | TV Globo | [ 2 ] |
| 2003                                            | A Grande Família (t. 2)     | TV Globo | [ 2 ] |
| 2003                                            | Casseta & Planeta, Urgente! | TV Globo | [ 2 ] |
| A categoria não foi apresentada de 2004 a 2009. |                             |          |       |

### Década de 2010
| Ano  | Programa                              | Emissora             | Ref.                 |
| ---- | ------------------------------------- | -------------------- | -------------------- |
| 2010 | Maysa: Quando Fala o Coração          | TV Globo             | [ 3 ]                |
| 2010 | Aline                                 | TV Globo             | [ 3 ]                |
| 2010 | Cinquentinha                          | TV Globo             | [ 3 ]                |
| 2010 | Ger@l.com                             | TV Globo             | [ 3 ]                |
| 2010 | A Grande Família (t. 9)               | TV Globo             | [ 3 ]                |
| 2010 | Toma Lá, Dá Cá (t. 3)                 | TV Globo             | [ 3 ]                |
| 2011 | As Cariocas                           | TV Globo             | [ 4 ]                |
| 2011 | Separação?!                           | TV Globo             | [ 4 ]                |
| 2011 | A Grande Família (t. 10)              | TV Globo             | [ 4 ]                |
| 2011 | A História de Ester                   | TV Globo             | [ 4 ]                |
| 2011 | Dalva e Herivelto: uma Canção de Amor | TV Globo             | [ 4 ]                |
| 2012 | Tapas & Beijos (t. 1)                 | TV Globo             | [ 5 ]                |
| 2012 | A Grande Família (t. 11)              | TV Globo             | [ 5 ]                |
| 2012 | A Mulher Invisível                    | TV Globo             | [ 5 ]                |
| 2012 | Divã                                  | TV Globo             | [ 5 ]                |
| 2012 | Macho Man                             | TV Globo             | [ 5 ]                |
| 2012 | Sansão e Dalila                       | RecordTV             | [ 5 ]                |
| 2013 | As Brasileiras                        | TV Globo             | [ 6 ] [ 7 ]          |
| 2013 | Como Aproveitar o Fim do Mundo        | TV Globo             | [ 6 ] [ 7 ]          |
| 2013 | Dercy de Verdade                      | TV Globo             | [ 6 ] [ 7 ]          |
| 2013 | Louco por Elas                        | TV Globo             | [ 6 ] [ 7 ]          |
| 2013 | Rei Davi                              | RecordTV             | [ 6 ] [ 7 ]          |
| 2013 | Tapas & Beijos (t. 2)                 | TV Globo             | [ 6 ] [ 7 ]          |
| 2014 | Amores Roubados                       | TV Globo             | [ 8 ]                |
| 2014 | Doce de Mãe                           | TV Globo             | [ 8 ]                |
| 2014 | Milagres de Jesus                     | RecordTV             | [ 8 ]                |
| 2014 | O Canto da Sereia                     | TV Globo             | [ 8 ]                |
| 2014 | Patrulha Salvadora                    | SBT                  | [ 8 ]                |
| 2014 | Tapas & Beijos (t. 3)                 | TV Globo             | [ 8 ]                |
| 2015 | Felizes para Sempre?                  | TV Globo             | [ 9 ]                |
| 2015 | Conselho Tutelar                      | RecordTV             | [ 9 ]                |
| 2015 | Dupla Identidade                      | TV Globo             | [ 9 ]                |
| 2015 | Plano Alto                            | RecordTV             | [ 9 ]                |
| 2015 | Segunda Dama                          | TV Globo             | [ 9 ]                |
| 2015 | Sexo e as Negas                       | TV Globo             | [ 9 ]                |
| 2016 | Não houve premiação.                  | Não houve premiação. | Não houve premiação. |
| 2017 | Vai que Cola                          | Multishow            |                      |
| 2017 | Os Dias Eram Assim                    | TV Globo             |                      |
| 2017 | Mister Brau (t. 3)                    | TV Globo             |                      |
| 2017 | Sob Pressão (t. 1)                    | TV Globo             |                      |
| 2017 | Dois Irmãos                           | TV Globo             |                      |
| 2017 | TOC's de Dalila                       | Multishow            |                      |
| 2018 | Mister Brau                           | TV Globo             |                      |
| 2018 | Assédio                               | Globoplay            |                      |
| 2018 | Carcereiros                           | Globoplay            |                      |
| 2018 | Ilha de Ferro                         | Globoplay            |                      |
| 2018 | Sob Pressão (t. 2)                    | TV Globo             |                      |
| 2018 | Onde Nascem os Fortes                 | TV Globo             |                      |
| 2019 | Sob Pressão (t. 3)                    | TV Globo             | [ 10 ] [ 11 ]        |
| 2019 | Filhos da Pátria                      | TV Globo             | [ 10 ] [ 11 ]        |
| 2019 | Segunda Chamada                       | TV Globo             | [ 10 ] [ 11 ]        |
| 2019 | Sessão de Terapia (t. 4)              | Globoplay            | [ 10 ] [ 11 ]        |
| 2019 | Shippados                             | Globoplay            | [ 10 ] [ 11 ]        |

### Década de 2020
| Ano  | Programa                   | Emissora           | Ref.                 |
| ---- | -------------------------- | ------------------ | -------------------- |
| 2020 | Bom Dia, Verônica (t. 1)   | Netflix            | [ 12 ]               |
| 2020 | Amor e Sorte               | TV Globo           | [ 12 ]               |
| 2020 | Boca a Boca                | Netflix            | [ 12 ]               |
| 2020 | Sob Pressão: Plantão Covid | TV Globo           | [ 12 ]               |
| 2020 | Todas as Mulheres do Mundo | Globoplay          | [ 12 ]               |
| 2021 | As Five (t. 1)             | Globoplay          | [ 13 ]               |
| 2021 | Cidade Invisível           | Netflix            | [ 13 ]               |
| 2021 | Dom (t. 1)                 | Amazon Prime Video | [ 13 ]               |
| 2021 | Onde Está Meu Coração      | Globoplay          | [ 13 ]               |
| 2021 | Sob Pressão (t. 4)         | TV Globo           | [ 13 ]               |
| 2022 | Bom Dia, Verônica (t. 2)   | Netflix            | [ 14 ] [ 15 ] [ 16 ] |
| 2022 | Arcanjo Renegado (t. 2)    | Globoplay          | [ 14 ] [ 15 ] [ 16 ] |
| 2022 | Maldivas                   | Netflix            | [ 14 ] [ 15 ] [ 16 ] |
| 2022 | Rensga Hits!               | Globoplay          | [ 14 ] [ 15 ] [ 16 ] |
| 2022 | Sob Pressão (t. 5)         | Globoplay          | [ 14 ] [ 15 ] [ 16 ] |

## Séries com múltiplas vitórias
2 vitórias
- Bom Dia, Verônica
- Os Normais

## Séries com múltiplas indicações
| 6 indicações - Sob Pressão 5 indicações - A Grande Família | 3 indicações - Tapas & Beijos 2 indicações - Bom Dia, Verônica - Os Normais - Mister Brau |

## Emissoras com múltiplas vitórias
| 11 vitórias - TV Globo | 2 vitórias - Netflix |

## Emissoras com múltiplas indicações
| 50 indicações - TV Globo 11 indicações - Globoplay | 5 indicações - Netflix - RecordTV 2 indicações - Multishow |